# Sideridis pseudoyu
Sideridis pseudoyu är en fjärilsart som beskrevs av Rothschild 1916. Sideridis pseudoyu ingår i släktet Sideridis och familjen nattflyn. Inga underarter finns listade i Catalogue of Life.